# Dancing with the Stars (Vlaanderen)
Dancing with the Stars (Vlaanderen) is een danswedstrijd in Vlaanderen op de televisiezender Play4. Voorheen was er Sterren op de Dansvloer, dat werd uitgezonden op VTM. Het werd voor het eerst uitgezonden op 19 oktober 2018. Vanaf het vierde seizoen, dat uitgezonden wordt in 2025, wordt het programma opnieuw uitgezonden op VTM.

## Format
Negen bekende Vlamingen en hun professionele partners nemen het tegen elkaar op om de beste danskoppels te zijn. De koppels dansen verschillende dansstijlen en krijgen punten van de jury. De kijker kan ook via sms zijn/haar stem uitbrengen. Op het einde van de aflevering worden de punten van de kijker opgeteld bij die van de jury en moet het koppel met het minst aantal punten de wedstrijd verlaten.

## Presentatie
De presentatie was tijdens het eerste seizoen in handen van Gert Verhulst en Jani Kazaltzis. Kazaltzis besloot om in het tweede seizoen zelf deel te nemen aan het programma, dus nam Katrin Kerkhofs zijn rol als presentator over.
| Presentator             | Seizoen 1 | Seizoen 2 | Seizoen 3 | Seizoen 4 |
| ----------------------- | --------- | --------- | --------- | --------- |
| Jani Kazaltzis          |           |           |           |           |
| Bab Buelens (backstage) |           |           |           |           |
| Gert Verhulst           |           |           |           |           |
| Katrin Kerkhofs         |           |           |           |           |
| Peter Van den Begin     |           |           |           |           |
| Jonas Van Geel          |           |           |           |           |

## Juryleden
| Jurylid          | Seizoen 1 | Seizoen 2 | Seizoen 3 | Seizoen 4 |
| ---------------- | --------- | --------- | --------- | --------- |
| Michel Froget    |           |           |           |           |
| Leah Thys        |           |           |           |           |
| Joanna Leunis    |           |           |           |           |
| Jan Kooijman     |           |           |           |           |
| Sam Louwyck      |           |           |           |           |
| Davy Brocatus    |           |           |           |           |
| Wim Vanlessen    |           |           |           |           |
| Joffrey Anane    |           |           |           |           |
| Felix Castillo   |           |           |           |           |
| Mar Ekkart       |           |           |           |           |
| Nora Monsecour   |           |           |           |           |
| Juvat Westendorp |           |           |           |           |

## Seizoensoverzicht
|           | Start             | Finale           | Afl. aantal | Winnaar                              | Tweede                                                                        | Derde                                  |
| --------- | ----------------- | ---------------- | ----------- | ------------------------------------ | ----------------------------------------------------------------------------- | -------------------------------------- |
| Seizoen 1 | 19 oktober 2018   | 7 december 2018  | 8           | James Cooke met Björk Gunnarsdóttir  | Katrin Kerkhofs met Nick Kocken                                               | Leen Dendievel met Andrei Mangra       |
| Seizoen 2 | 22 september 2019 | 10 november 2019 | 8           | Julie Vermeire met Pasquale La Rocca | Kelly Pfaff met Andrei Mangra                                                 | Jani Kazaltzis met Björk Gunnarsdóttir |
| Seizoen 3 | 4 december 2021   | 12 februari 2022 | 8           | Nina Derwael met Simone Arena        | Jonatan Medart met Björk Gunnarsdóttir                                        | Nora Gharib met Adrián Barinaga        |
| Seizoen 4 | 9 maart 2025      | 1 juni 2025      | 12          | Ward Lemmelijn met Yulia Düll Dursin | Shania Gooris met Jesse Wijnans en Francisco Schuster met Laura Zegels Jottay |                                        |

## Kandidaten

### Seizoen 1
| Kandidaat           | Beroep                        | Professionele partner | Resultaat                                       |
| ------------------- | ----------------------------- | --------------------- | ----------------------------------------------- |
| James Cooke         | (Musical)acteur / presentator | Björk Gunnarsdóttir   | 1e met een Weense wals en 2 freestyles          |
| Katrin Kerkhofs     | Presentatrice                 | Nick Kocken           | 2e met een jive, een freestyle en een chachacha |
| Leen Dendievel      | Actrice                       | Andrei Mangra         | 3e met een quickstep en een freestyle           |
| Ian Thomas          | Zanger                        | Natascha Dejong       | 4e met een chachacha en een Weense wals         |
| Karen Damen         | Zangeres                      | Frank Zegels          | 5e met modern                                   |
| Élodie Ouédraogo    | Ex-atlete / presentatrice     | Sander Bos            | 6e met een paso doble                           |
| Fabrizio Tzinaridis | Verleider Temptation Island   | Margot Weeda          | 7e met een rumba                                |
| Peter Van Asbroeck  | Acteur / presentator          | Laura Zegels Jottay   | 8e met een Broadway Jazz                        |
| Sien Eggers         | Actrice                       | Rob Haveneers         | 9e met een tango                                |

### Seizoen 2
| Kandidaat          | Beroep                                       | Professionele partner | Resultaat                                    |
| ------------------ | -------------------------------------------- | --------------------- | -------------------------------------------- |
| Julie Vermeire     | Influencer / dochter van Jacques Vermeire    | Pasquale La Rocca     | 1e met een jive en 2 freestyles              |
| Kelly Pfaff        | Presentatrice / dochter van Jean-Marie Pfaff | Andrei Mangra         | 2e met een quickstep, een rumba en een tango |
| Jani Kazaltzis     | Stylist / presentator                        | Björk Gunnarsdóttir   | 3e met modern en een paso doble              |
| Viktor Verhulst    | Presentator / zoon van Gert Verhulst         | Natascha Dejong       | 4e met een freestyle en een rumba            |
| Ianthe Tavernier   | Zangeres / actrice                           | Nick Kocken           | 5e met een jive                              |
| Christoff De Bolle | Zanger                                       | Laura Zegels Jottay   | 6e met een samba                             |
| Evy Gruyaert       | Presentatrice                                | Frank Zegels          | 7e met modern                                |
| Ann Pira           | Actrice                                      | Sander Bos            | 8e met een Broadway Jazz                     |
| Michael Pas        | Acteur                                       | Margot Weeda          | 9e met een freestyle                         |

### Seizoen 3
| Kandidaat                  | Beroep                           | Professionele partner | Resultaat                                         |
| -------------------------- | -------------------------------- | --------------------- | ------------------------------------------------- |
| Nina Derwael               | Turnster                         | Simone Arena          | 1e met een samba, een paso doble en een freestyle |
| Jonatan Medart             | Influencer                       | Björk Gunnarsdóttir   | 2e met modern, een tango en een freestyle         |
| Nora Gharib                | Zangeres / actrice               | Adrián Barinaga       | 3e met een sambo en een tango                     |
| Lotte Vanwezemael          | Seksuologe                       | Frank Zegels          | 4e met een chachacha en modern                    |
| Yemi Oduwale               | Acteur                           | Laura Zegels Jottay   | 5e met een chachacha                              |
| Delphine van Saksen-Coburg | Prinses van België / kunstenares | Sander Bos            | 6e met een rumba                                  |
| Metejoor                   | Zanger                           | Margot Weeda          | 7e Wedstrijd verlaten wegens blessure             |
| Pieter Timmers             | Zwemmer                          | Natascha De Jong      | 8e met modern                                     |

Maksim Stojanac was initieel ook deelnemer, maar op 15 november werd aangekondigd dat zijn deelname gestaakt werd door een schouderblessure.

### Seizoen 4
| Kandidaat              | Beroep                                                     | Professionele partner | Resultaat                                         |
| ---------------------- | ---------------------------------------------------------- | --------------------- | ------------------------------------------------- |
| Ward Lemmelijn         | Roeier / leerkracht                                        | Yulia Düll Dursin     | 1e met een freestyle, modern en een charleston    |
| Shania Gooris          | Tv-persoonlijkheid / dochter van Sam Gooris en Kelly Pfaff | Jesse Wijnans         | 2e met een freestyle, een jazz en een Weense wals |
| Francisco Schuster     | Zanger / acteur                                            | Laura Zegels Jottay   | 2e met een freestyle, een quickstep en modern     |
| Hannelore Simoens      | Politiek journaliste                                       | Michele Cantanna      | 4e Met een quickstep en een chachacha             |
| Karl Meesters          | Concertorganisator / presentator                           | Margot Weeda          | 5e met American smooth                            |
| Elisabeth Lucie Baeten | Auteur / content creator                                   | Frank Zegels          | 6e met een salsa                                  |
| Miss Angel             | Hip hopster                                                | James Cutler          | 7e met een jive                                   |
| Bart Appeltans         | Interieurarchitect                                         | Björk Gunnarsdóttir   | 8e met een chachacha                              |
| Kathleen Aerts         | Zangeres                                                   | Anssi Heikkilä        | 9e met een chachacha                              |
| Ingeborg Sergeant      | Zangeres / presentatrice                                   | Ewoud Fidom           | 10e met een salsa                                 |
| Mohsin Abbas           | Comedian                                                   | Gwyneth Van Rijn      | 11e met een quickstep                             |
| Guy T'Sjoen            | Endocrinoloog                                              | Glenn Feddema         | 12e met een tango                                 |
| Sarah Puttemans        | Influencer / partner van Viktor Verhulst                   | Andrei Mangra         | 13e met een salsa                                 |
| Timon Verbeeck         | Content creator                                            | Thanique Mohnen       | 14e met een chachacha                             |

## Specials
- Op 22 en 29 december 2021 werd de tweedelige special Dancing with the Stars: The Winner Takes It All uitgezonden waarin de winnaars van de twee eerste seizoenen, Julie Vermeire en James Cooke, terugblikken op hun parcours en hun geheimen delen om Dancing with the Stars te winnen.
- Op 25 december 2021 en 1 januari 2022 werd een tweedelige special uitgezonden met zes kandidaten uit de eerste twee seizoenen: Katrin Kerkhofs, James Cooke, Ian Thomas, Jani Kazaltzis, Julie Vermeire en Leen Dendievel. De twee afleveringen scoorden allebei rond de 500.000 kijkers. De winnaar van deze special was James Cooke met zijn professionele danspartner Frank Zegels. Dit was bovendien de eerste keer dat een mannelijk danskoppel deelnam aan de competitie.